# 謝毛格拉本河
48°36′2.2″N 12°29′23″E / 48.600611°N 12.48972°E
謝毛格拉本河是德國的河流，位於該國東南部，由巴伐利亞負責管轄，屬於阿森巴赫河的左支流，河道全長3公里，流域面積3.5平方公里。